# Cahul
Cahul ([kaˈhul]; ryska: Кагул, Kagul; bulgariska: Кахул, Kahul) är en stad och kommun i södra Moldavien. Staden hade 30 018 invånare (2014). Den är administrativ huvudort i distriktet Cahul. 
Staden är känd från 1502, då under namnet Scheia. Den benämns senare Formoza år 1716. Den nuvarande namnet fick staden efter slaget vid Kagul mellan Osmanska riket och Tsarryssland som utkämpades i närheten år 1770. Staden var del av Ryssland från 1812 till 1856, därefter Moldavien (från 1861 som del av Rumänien) fram till 1878 då den återigen blev rysk fram till 1918, varpå den var del av Rumänien till 1940, för att sedan ingå i Sovjetunionen 1940-1991, och Moldavien sedan 1991.

## Vänorter
- Medgidia, Rumänien
- Vaslui, Rumänien